# Carlo Donelli

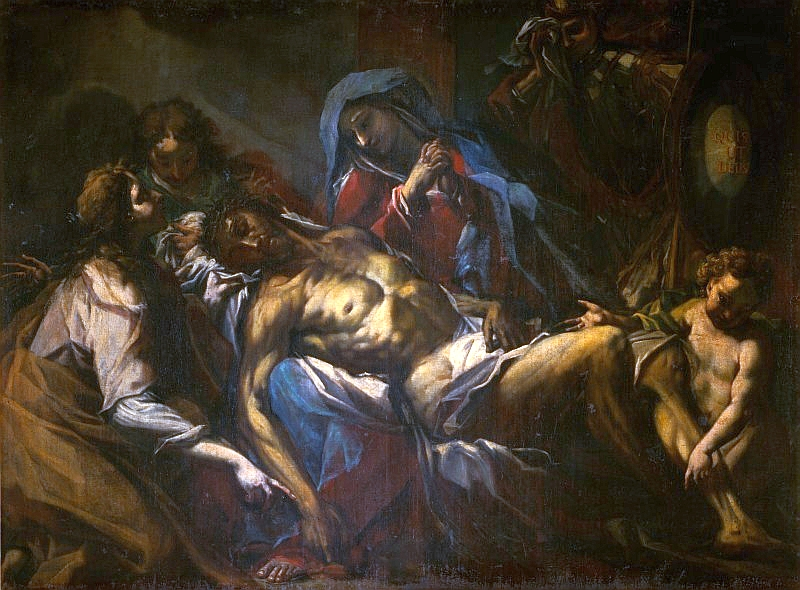
Compianto del Cristo morto (Fondazione Cariplo)

Carlo Donelli ( meglio conosciuto come Carlo Vimercati) (Milano, 21 settembre 1661 – Milano, 20 ottobre 1715) è stato un pittore italiano del periodo tardo barocco attivo a Milano.

## Biografia
Di questo pittore milanese abbiamo incerte notizie. Forse il nome di Vimercati, col quale fu meglio conosciuto, proviene dall'omonima cittadina lombarda di Vimercate, che taluni ritengono sia il suo vero luogo di nascita.
Il suo primo maestro fu Ercole Procaccini il Giovane, anche se la sua pittura risente dell'opera di Giulio Cesare Procaccini e Daniele Crespi, quest'ultimo infatti da taluni è ritenuto il suo vero maestro.
Carlo Vimercati morì a Milano nel 1715 all'età di 55 anni, fra i suoi allievi ci fu Francesco Ferdinandi detto l'Imperiali che fu maestro di Pompeo Batoni.

## Opere
Fu pittore di corte della famiglia Borromeo, per la quale decorò vari palazzi fra i quali quello dell'Isola Bella sul Lago Maggiore e il Palazzo Arese Borromeo di Cesano Maderno.
A Palazzo Trotti di Vimercate decorò la cosiddetta Sala di Bacco (1710).
Altre sue opere si trovano sia a Milano, come ad esempio una tela delle storie di San Sebastiano nella Basilica di Sant'Ambrogio, che nei dintorni come la Sacra famiglia col Padre Eterno, per il santuario dell'Addolorata di Rho. Poche notizie ci arrivano dagli storici dell'arte sette-ottocenteschi come l'Abate Lanzi che lo cita come allievo dei Procaccini:
(Luigi Lanzi, Storia pittorica della Italia, dal risorgimento delle belle arti fin presso al fine del xviii secolo)
Mentre Pellegrino Antonio Orlandi nel suo tomo Abbecedario Pittorico aggiunge:
Negli ultimi anni di vita fece la pala per l'altare maggiore della chiesa delle orsoline a Codogno, ed è ciò a cui si riferisce il Lanzi nella Storia pittorica, con una Visitazione, oggi conservata nel Museo di arte sacra di Lodi.